# 李滉
李滉（1501年—1570年），字景浩，号退溪、陶翁、清涼山人、真寶人，慶尚道安東人（今慶尚北道安東市），朝鲜中期的大臣、儒学思想家。李退溪发展了朱熹哲学，并创立退溪学派，是朝鲜儒学泰斗。在日本称为东方朱子，學說影響藤原惺窩，使之成為儒學家。
李退溪在韩国家喻户晓，韩国政府为了纪念这位思想家，将其头像印在了1000元的韓圓上。此外，首爾特別市鐘路區北部亦有一條退溪路用以紀念他。

## 生平
李滉1501年出生于今韩国庆尚北道安东市，是家中最年幼的孩子。 李滉自幼聪明，12岁时就开始学习《论语》。他喜爱陶渊明的诗句，18岁时写有诗句《野塘》。 20岁开始学习《易经》和宋明理学。
1523年，李滉进入成均馆。1528，中考当官。33岁的时候李滉重返成均馆后又从官。他曾担任过140多个官职。由于厌倦朝鲜中宗时期的宫廷纷争，李滉曾多次辞职，但又多次被任命为地方官员。在此期间，李滉进一步发展完善了朝鲜的紹修書院。 明宗时期，在明宗多次邀请下，李滉67岁时重返朝政。明宗因病猝死后，宣祖任命他为礼曹判书。但李滉却辞职回乡。 在宣祖多次邀请下，李滉68岁时再次重返朝政。在此期间李滉编纂了《圣学十图》。70岁时李滉最终退休。1570年逝世。

## 纪念
1000韩圆纸币上印有李滉的头像。 韩国首尔市中心的退溪路，庆尚北道安东市的退溪路，以及跆拳道的退溪套路都是以李滉的字号命名的。

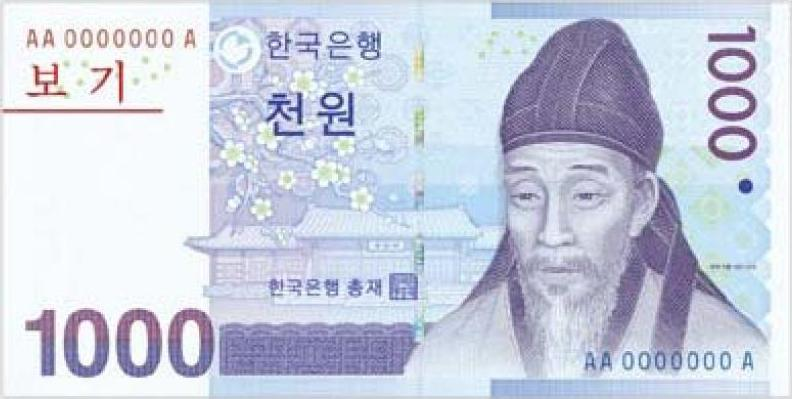
1000塊韓圆上的李滉

许多研究机构和大学的系别也都以“退溪”命名，比如首尔的退溪学研究院，庆北大学的退溪研究院，檀国大学的退溪研究院和图书馆。

## 著作
- 《退溪全集》
- 《圣学十图》
- 《朱子书节要》
- 《心经释义》
- 《宋季元明理学通录》
- 《四端七情錄》·《四七续篇》
- 《天命图说》